# 9548 Fortran
9548 Fortran este o planetă minoră (asteroid), cu un diametru de 5,447 km, din centura de asteroizi. A fost descoperită pe 13 februarie 1985 la Observatorul Național Kitt Peak de Spacewatch și a fost numită după Fortran. 
Obiectul prezintă o orbită caracterizată de o semiaxă mare de 2,3769432 UAi, o excentricitate de 0,24, o înclinație de 9,65052 ° în raport cu ecliptica.